# Vale do Jordão

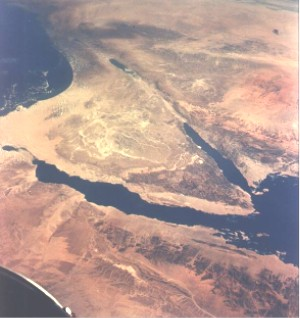
Parte norte do vale. A Península do Sinai está no centro e o Mar Morto e o vale do rio Jordão na parte superior.

O Vale do Jordão (em árabe: الغور Al-Ghor ou Al-Ghawr) é uma longa depressão que se estende por Israel, Jordânia, Cisjordânia e chega ao sopé dos Montes Golan.  Na região encontram-se o rio Jordão, o Vale de Hula, o Lago de Tiberíades e o Mar Morto, o local de menor altitude da Terra.
É rico em património natural de interesse para a paleogeografia. Constitui a região agrícola mais fértil de Israel e Jordânia.
Cobre entre 1640 e 2500 km² (consoante o critério para a sua definição) e abriga 52 132 habitantes (2005) apenas do lado de Israel e mais de 85 000 do lado jordano, a maior parte deles agricultores. Uma parte da vertente oriental é controlada por Israel, e a outra pela Jordânia.
No vale situa-se cerca de um terço da área da Cisjordânia.

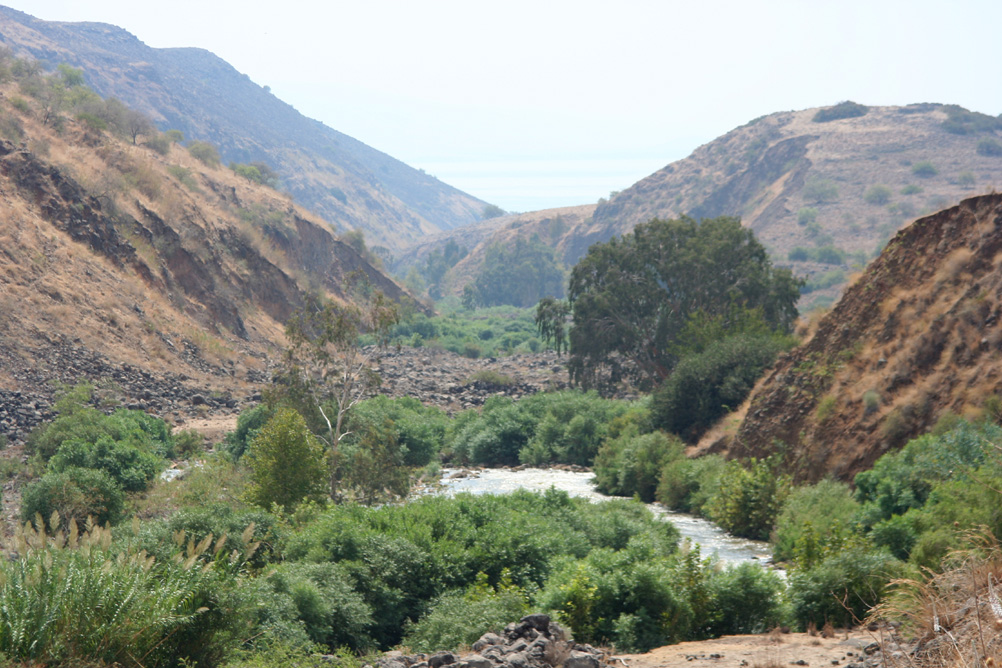
Vale do Jordão